# Friedrich Adolph Roemer
Friedrich Adolph Roemer (ur. 15 kwietnia 1809 w Hildesheim koło Hanoweru, zm. 25 listopada 1869 w Clausthal-Zellerfeld) – niemiecki geolog i paleontolog.

## Życiorys
Brat Ferdinanda Roemera. Pod wpływem ojca, radcy sędziowskiego ukończył studia prawnicze, jednak zawodowo zajmował się geologią. W 1845 mianowany profesorem mineralogii i geologii w Clausthal-Zellerfeld, gdzie został też w 1862 dyrektorem tamtejszej Szkoły Górniczej. 
Głównym tematem badawczym F.A. Roemera były warstwy kredowe i, w jeszcze większym stopniu, jurajskie w Niemczech. 

## Wybrane prace F.A. Roemera
- Die Versteinerungen des Norddeutschen Oolith-Gebirges (1836-39)
- Die Versteinerungen des Norddeutschen Kreidegebirges (1840-41)
- Die Versteinerungen des Harzgebirges (1843).